# Baltiske issø
Den baltiske issø er et navn som geologer har givet til den ferskvandssø, som udviklede sig Østersøbassinet da gletcherne trak sig tilbage fra området i slutningen af sidste isstid. Søen eksisterede i perioden nogenlunde mellem 12.600 og og 10.300 f.v.t.
Den baltiske issø er blot et af flere vand-stadier der har restulteret i nutidens Østersø. Efter den baltisk issø kom Yoldiahavet (ca. 10.300–9.500 f.v.t.), Ancylussøen (9.500–8.000 f.v.t.), Mastogloiahavet (8.000–7.500 f.v.t.), Littorinahavet (7.500–4.000 f.v.t.) og endeligt Østersøen (ca. 4.000 f.v.t. til i dag).
| Geografi/geologi | Spire Denne artikel om geografi er en spire som bør udbygges. Du er velkommen til at hjælpe Wikipedia ved at udvide den. |